# La Trasimenide
(Proemio vv 7-8)
La Trasimenide (in latino Trasimenis) è un poema epico scritto da Matteo dall'Isola nel principio del secolo XVI. Si tratta di un manoscritto cartaceo che consta di 131 carte con numerazione moderna a matita nell'angolo superiore.
Scritto in esametri latini, il poema è composto da 3 libri e fornito di un ricco commentario e di 17 illustrazioni a penna.

## Trama

### Libro I
Oceano, immerso nel sonno delle profondità del Lago Trasimeno, viene improvvisamente svegliato da un frastuono nella notte e, impaurito, si chiede da dove vengano questi rumori, non prima di aver lamentato il precario destino di tutti gli esseri umani e divini sotto l'influsso della Fortuna, fornendo esempi di città scomparse o andate in rovina per gli stravolgimenti della sorte (come Tebe e Ilio). Destino, questo, a cui neanche gli dei riescono a sfuggire, né quelle opere umane o naturali che sembrano imponenti e eterne. Oceano, dopo aver ricordato i tempi felici del suo regno, si prepara allo scontro che la notte e le ombre di misteriose imbarcazioni gli suggeriscono. Dopo essersi crucciato a lungo sul da farsi decide di andare a chiedere aiuto a Giove, non prima però di aver nominato Nettuno come suo successore momentaneo. Dopo aver descritto il lago Trasimeno la scena ritorna sull'Olimpo. Oceano chiede aiuto a Giove che lo rassicura, dicendo al dio che non corre alcun pericolo e chiama Mercurio, affinché, riscendendo con Oceano sulla Terra si assicuri che tutto torni alla normalità.

### Libro II
Non è ancora giorno sul lago. I pescatori, sulle loro barche ben equipaggiate, si preparano a partire. Allontanatesi dalla riva e raggiunto il centro del lago, ciascuna di esse si stacca dal gruppo e raggiunge un posto ben segnalato. L'autore descrive ora la pesca con i "tori", tipo di pesca a cui deve probabilmente il nome il vicino paese di Tuoro sul Trasimeno. Dopo aver descritto per sommi capi le caratteristiche e le abitudini dei pesci del lago (tinca, Luccio, Anguilla), il poeta passa ad illustrare gli strumenti utilizzati per la pesca. La pesca è avvenuta: viene descritto l'alacre lavoro dei pescatori al ritorno.

### Libro III
Nettuno, colpito da tanta moria di pesci, rompe ogni indugio e ordina a Tritone di radunare tutte le genti e gli dei marini, pronti a combattere. Tutti accorrono e si dispongono su due schiere. Giunge Mercurio a fermare i preparativi di guerra e rivela che il frastuono era causato dai pescatori che, per volontà di Giove, con la pesca si procuravano il cibo. Si erge allora il segno di Minerva: il ramoscello d'ulivo simbolo della pace. Il poeta a questo punto inserisce una riflessione sul suo presente, rivolgendosi ad un "vir clemens" la cui identità non è chiara. Dopo essersi lamentato delle difficili condizioni in cui versa l'epoca sua, aggiunge che la dea Pallade ha vagato per tutta la terra alla ricerca di un posto in cui fermarsi e che proprio Perugia aveva ritenuto degna di essere sua sede. Per questo motivo la città in passato si era distinta per la sua sapienza, la sua grandezza nel diritto e la sua prudenza nel governare. Ora, invece, il presente gronda di violenza, da cui nessuno è risparmiato tranne un uomo, educato a sacri princìpi, a cui il poeta dedica la sua opera e a cui augura gloria fino al momento in cui il sacro olivo serbi per lui le sue fronde. L'olivo, simbolo di pace, evoca la figura del tranquillo pescatore, il cui ritorno a casa, alla fine di una faticosa giornata di lavoro premiata con il riposo, chiude il poema.